# СССР на «Интервидении»
СССР принимал участие во всех конкурсах Интервидения, проводившихся в период его существования — 8 раз. Дебют состоялся в 1965 году. В 1977 году СССР представляли Роза Рымбаева и Владимир Мигуля, занявшие 6 и 11 место, соответственно.
После 1980 года СССР участвовал в организованных Международной организацией радиовещания и телевидения конкурсах песни с гала-концертами (такие, как гала-концерты по итогам радиоконкурса «Восемь песен в студии»), однако отсутствуют обобщающие источники, однозначно относящие эти концерты к фестивалю Интервидения.

## Участники
Победитель
     Второе место
     Третье место
     Последнее место
     Не участвовала или была дисквалифицирована
| Год  | Место Проведения | Артист          | Язык       | Песня                           | Место | Баллы |
| ---- | ---------------- | --------------- | ---------- | ------------------------------- | ----- | ----- |
| 1965 | Прага            |                 | Русский    |                                 |       |       |
| 1966 | Братислава       | Муслим Магомаев | Русский    | «Не спеши» «Песня о Братиславе» |       |       |
| 1967 | Братислава       | Вадим Мулерман  | Русский    | «Атомный век»                   |       |       |
| 1968 | Карловы Вары     | Гюлли Чохели    | Русский    | «Поздно»                        |       |       |
| 1977 | Сопот            | Роза Рымбаева   | Русский    | «Озарение» «Табуны»             | 6     | 38    |
| 1977 | Сопот            | Владимир Мигуля | Русский    | «Аве Мария» «Победа живет»      | 10    | 25    |
| 1978 | Сопот            | Алла Пугачёва   | Русский    | «Всё могут короли»              | 1     | 88    |
| 1979 | Сопот            | Яак Йоала       | Русский    | «Подберу музыку»                | 4     | 56    |
| 1980 | Сопот            | Николай Гнатюк  | Русский    | «Танец на барабане»             | 1     | 30    |
| 1980 | Сопот            | Надежда Чепрага | Молдавский | «Hora păcii» (Хора мира)        | 5     | 19    |